# Corsica (formaggio)
Il Corsica è un formaggio francese prodotto nella zona di Borgo nei pressi di Bastia, nella Corsica settentrionale.

## Produzione
Il Corsica è prodotto dal latte di pecora ed è un formaggio a pasta molle.
Ha la forma di una palla appiattita 10–11 cm di diametro. Il suo peso varia tra i 375 e i 400 grammi.
Dopo la stagionatura di due mesi contiene il 40% di matiera grassa.

## Degustazione
Ha un forte odore di latte di pecora e un gusto sapido.